# قرار مجلس الأمن التابع للأمم المتحدة رقم 273
قرار مجلس الأمن التابع للأمم المتحدة رقم 273، المعتمد في 9 ديسمبر 1969، بعد شكوى من السنغال بشأن قصف قرية سامين السنغالية من قاعدة برتغالية في بيغن، أدان المجلس الإجراء ودعا البرتغال إلى الكف عن انتهاك سيادة وسلامة أراضي السنغال.
وقد اعتمد القرار بأغلبية 13 صوتاً. امتنعت إسبانيا والولايات المتحدة.